# Jean-Baptiste Chaussard
 (février 2012).
Si vous disposez d'ouvrages ou d'articles de référence ou si vous connaissez des sites web de qualité traitant du thème abordé ici, merci de compléter l'article en donnant les références utiles à sa vérifiabilité et en les liant à la section « Notes et références ».
Pour les articles homonymes, voir Chaussard.
Jean-Baptiste Chaussard, né le 4 septembre 1729 à Tonnerre, mort à Paris le 26 juin 1818, est un architecte français.

## Biographie
Architecte du roi, associé de Pierre Contant d'Ivry et de Jean-Michel Chevotet, il est aussi le gendre de ce dernier, le neveu du peintre du roi Jean Valade, et le père du révolutionnaire Pierre-Jean-Baptiste Chaussard.
Il fut enterré au cimetière de Saint-Sulpice à Vaugirard.

## Réalisations
- Fabriques de la Folie Saint-James à Neuilly-sur-Seine ;
- Château de l'Hermitage à Condé-sur-l'Escaut ;
- Église Saint-Denis d'Arnouville ;
- Extension de l’Hôtel-Dieu de Tonnerre.
- Château de Longpré en Ariège en 1760.